# Grasulf II de Friül
Grasulf II (+ vers 651), fill del duc Gisulf II, fou duc de Friül després de l'assassinat dels seus nebots, Tassó i Cacó a Oderzo vers el 617. Els seus nebots Radoald i Grimuald, van abandonar Friül cap al ducat de Benevent perquè per causes no aclarides, no volien viure sota el poder de Grasulf. No se sap gairebé res sobre Grasulf i la data de la seva mort és incerta; va morir a Cividale. El va succeir Agó.